# 医療通訳
医療通訳（いりょうつうやく,Medical Interpreter）とは、公的サービス通訳の一種で、通常正式に教育されたか、そうした通訳サービスを提供する資格を有する通訳者により促進される医療関係者と患者及びその家族、あるいは異なる言語を話す医療関係者間のコミュニケーションにより構成される。

## 概要
上記のコミュニケーションを行うため、医療に関連した場面で外国人との通訳を担当する専門家を医療通訳者、医療通訳士と呼ぶ。
医師等の医療専門家と外国人患者の双方をつなぐ役割を担うことから「外国人医療のコーディネーター」という見方もある。ただまだ社会的に十分な認知がされていないこともあって、職業として専門で行っている人は少ないとみられる。